# Frisia (Studentenverbindung)
Frisia ist der Name folgender Studentenverbindungen:
- Akademische Turnverbindung Frisia Leipzig
- Akademische Verbindung Frisia Hannover
- Akademische Verbindung Frisia Kiel
- Alte Königsberger Turnerschaft im CC Frisia Albertina zu Braunschweig
- Burschenschaft Frisia Hamburg zu Lüneburg
- Corps Frisia Braunschweig
- Corps Frisia Göttingen
- Darmstädter Burschenschaft Frisia
- KStV Frisia Bonn
- Nautischer Bund Frisia in Leer
- Studentische Verbindung Frisia Breslau in Essen